# Carta Democrática Interamericana
A Carta Democrática Interamericana, aprovada em 11 de setembro de 2001, em sessão especial da Assembleia da Organização dos Estados Americanos (OEA) em Lima, Peru, é um instrumento que proclama como objetivo principal o fortalecimento e preservação da institucionalidade democrática, ao estabelecer que a ruptura da ordem democrática ou sua alteração, que afete gravemente a ordem democrática em um Estado-membro, constitui um "obstáculo insuperável" para a participação de seu governo nas diversas instâncias da OEA.
A Carta Interamericana implica, no campo político, o compromisso dos governantes de cada país com a democracia, tendo como base o reconhecimento da dignidade humana. No campo histórico, recolhe as contribuições da carta da OEA. No campo sociológico, expressa a demanda dos povos da América pelo direito à democracia e no campo jurídico, ainda que se trate de uma resolução e não de um tratado, fica claro que não é uma resolução qualquer, porquanto foi expedida como ferramenta de atualização e interpretação da Carta Fundacional da OEA, dentro do espírito de desenvolvimento progressivo do direito internacional.